# 小行星12189
小行星12189（12189 Dovgyj）是一颗绕太阳运转的小行星，为主小行星带小行星。该小行星于1978年9月5日发现。

## 轨道参数
小行星12189的轨道半长轴为2.2908454 UA，离心率为0.15。